# Being CLASSICS
『Being CLASSICS』（ビーイング・クラシックス）とは、携帯サイト『BEING GIZA STUDIO』内の、ビーイング脱退者（FEEL SO BADを除く）の着うたサイトである。

## 概要
80、90年代に活躍したビーイングアーティストの曲をダウンロードできるようにするため、「at the BEING studio」の発売後に製作された。ただし半分近くのアーティストが一部の楽曲しかダウンロードできない状態にある。

### アップロードされているアーティスト
- T-BOLAN
- WANDS
- 大黒摩季
- DEEN
- FIELD OF VIEW
- PAMELAH
- MANISH
- 織田哲郎
- FEEL SO BAD
  - 川島だりあ
- BAAD
- ZYYG
- REV
- TWINZER
- Mi-Ke
- 秋吉契里
- 栗林誠一郎
- B.B.クィーンズ